# サクラン
サクラン (sacran) とは、硫酸化多糖類の一つで、日本固有種のスイゼンジノリ (Aphanothece sacrum) から水酸化ナトリウム水溶液により抽出され、特性が調べられた。
サクランの重量平均分子量は静的光散乱法（絶対法）で 1.6 x 107 g/mol、ゲル透過クロマトグラフィー（プルラン換算：相対法）により 2.0 x 107 g/mol と見積もられている。現実的には原子間力顕微鏡によりサクラン分子が 13 μm の長さを持つことが直接観察されている。天然分子で 10 μm 以上の長さにも達するものを直接観察した例はこれが初めてとされる。
サクランという名称はスイゼンジノリの種名の語尾を多糖類の意味の "-an" という接尾後に変換したもので、北陸先端科学技術大学院大学の金子と岡島らによって名付けられた。現在もその金属吸着性や高保水性などに関する研究が進められており、吸水高分子として応用が期待されている。特に最近ではレーヨンとの混合紡糸により開発された高保湿性の新繊維サク・レが注目されている。